# Pierre Soulé
Pierre Soulé (Castillon-en-Couserans, 1801. augusztus 31. – New Orleans, 1870. március 26.) az Amerikai Egyesült Államok szenátora (Louisiana, 1847 és 1849–1853).